# Зоман
Зоман или GD е изключително токсична субстанция, открита през 1944 г. от германеца Ричард Куийн. Класифицира се като оръжие за масово поразяване. Съединението е органофосфат, което значи, че поразява нервната система. Производството и складирането на химикала са забранени от Конвенцията за забрана на химичните оръжия.

## Свойства
Представлява лесно летлива прозрачна до жълтеникава течност със слаб мирис на праскови. При нагряване се превръща в газ, но не е запалима. GD е по стабилен от зарина (GB), но и той се разлага след няколко месеца, поради което може да се съхранява като бинарен заряд. Химичната му формула е C7H16FO2P.

## Първа помощ при отравяне
При отравяне със GD, както и с всички други нервнопаралитични БОВ на пострадалия трябва да се инжектира противоотровата, а след това да се изнесе извън опасната зона. Симптомите започват от течащ нос, главозамаяност, стягане в гърдите, гадене, трудно дишане, конвулсии, спазми, ниско или високо кръвно налягане, неконтролируемо изпускане по нужда, кома или безсъзнание и накрая смърт. Обикновено без противоотрова шансовете за оцеляване на пострадалия са почти нулеви, а смъртта настъпва около 2 минути след отравяне. Както всички нервнопаралитични БОВ GD се абсорбира в кожата на пострадалия. Симптомите са същите, но започват от 4 до 18 часа след първоначалния контакт. Шансовете за оцеляване при този вид отравяне са значително по-големи.

## Приложение
GD се използва само от военните служби, въпреки многото фалшиви твърдения, че се използва и в спрейовете за самозащита. Заради сравнително лесното му производство той се произвежда и съхранява и от страна на някои терористичните организации. Саддам Хюсеин също е притежавал бойния газ, който е използвал срещу кюрдите, заедно с VX, зарин и иприт. На 29 април 1997 г. влиза в сила Конвенцията за забрана на химичните оръжия, която забранява произвеждането и складирането му.